# 김법민 (양궁 선수)
김법민(金法旼, 1991년 5월 22일 ~ )은 대한민국의 양궁 선수이다.
2012년 하계 올림픽 양궁 단체전에서 동메달을 획득하였다.

## 학력
- 새일초등학교
- 갈마중학교
- 대전체육고등학교
- 배재대학교